# パウロ・フォンセカ
パウロ・アレシャンドレ・ロドリゲス・フォンセカ（Paulo Alexandre Rodrigues Fonseca，1973年3月5日 - ）は、ポルトガル領東アフリカ（現モザンビーク）・ロウレンソ・マルケス（現マプト）出身のポルトガル人元サッカー選手、現サッカー指導者。現役時代のポジションはDF。ポルトガル系モザンビーク人である。

## 経歴
ポルトガル植民地時代のモザンビークで生まれ、14歳の時に家族でポルトガルのリスボン近郊のバレイロという町に移住した。1991年にポルトガルのFCバレイレンセでプロサッカー選手としてのキャリアをスタートさせた。その後、FCポルトに移籍し、ポルトでは出場機会は無かったが、レンタルで加入したクラブやその後移籍したクラブで100試合以上に出場した。2005年にCFエストレラ・アマドーラで現役を退いた。
その後、ユースチームや下部クラブを率い実績を積み、2012-13シーズンには1部リーグ初挑戦でFCパソス・デ・フェレイラを3位に導き、評価を高めた。
2013年6月9日、FCポルトの監督に2年契約で就任することが発表された。しかしチームの成績はふるわず、2014年3月5日に不振の責任を取って辞任した。
2016年5月31日、ミルチェア・ルチェスクが退任したFCシャフタール・ドネツクの監督に就任し、初めて国外で指揮を執ることになった。3シーズン連続でリーグ戦と国内カップ戦の2冠を達成した。
2019年6月10日、ASローマの監督に就任。2021年4月29日のUEFAヨーロッパリーグ準決勝のマンチェスター・ユナイテッドFC戦の1stレグで2-6で大敗し、リーグ戦でも不安定な戦いが続いたことで、5月4日に2020-21シーズン終了後に退任することが発表された。
2022年6月29日、2024年6月30日までとなる2年契約で、フランスのリール監督に就任することが発表された。初年度は5位、2年目は4位でリーグ上位に定着させ、UEFAチャンピオンズリーグ出場権を置き土産に契約満了で退任。
2024年7月より、イタリアの名門・ACミランの監督に3年契約で就任。UEFAチャンピオンズリーグリーグフェーズにおいて6試合4勝2敗と好調を維持。更にセリエA第5節インテル・ミラノ戦アウェイにおいてミラノダービー6連敗中であったミランに久々の勝利をもたらすも、セリエAでは昇格組のパルマ・カルチョ1913に痛恨の敗戦を喫する等、下位チームとの対戦において勝ち点を取りこぼす試合が積み重なり、第18節終了時点で首位アタランタから14ポイント差の8位と低迷。成績の継続性を達成できなかった責任を負う形で第18節ASローマ戦の直後に解任。

## 監督成績
2025年1月4日現在
| クラブ                 | 就任          | 退任           | 記録 | 記録 | 記録 | 記録 | 記録 | 記録 | 記録 | 記録   |
| クラブ                 | 就任          | 退任           | 試   | 勝   | 分   | 敗   | 得   | 失   | 差   | 勝率   |
| ---------------------- | ------------- | -------------- | ---- | ---- | ---- | ---- | ---- | ---- | ---- | ------ |
| アヴェス               | 2011年        | 2012年         | 38   | 16   | 16   | 6    | 49   | 29   | +20  | 042.11 |
| パソス・フェレイラ     | 2012年        | 2013年         | 41   | 22   | 13   | 6    | 62   | 38   | +24  | 053.66 |
| ポルト                 | 2013年6月10日 | 2014年3月5日   | 37   | 21   | 9    | 7    | 69   | 31   | +38  | 056.76 |
| パソス・フェレイラ     | 2014年6月10日 | 2015年6月30日  | 39   | 14   | 12   | 13   | 58   | 53   | +5   | 035.90 |
| ブラガ                 | 2015年7月1日  | 2016年5月31日  | 57   | 29   | 15   | 13   | 90   | 58   | +32  | 050.88 |
| シャフタール・ドネツク | 2016年5月31日 | 2019年6月11日  | 139  | 104  | 18   | 17   | 292  | 112  | +180 | 074.82 |
| ローマ                 | 2019年6月11日 | 2021年6月30日  | 102  | 53   | 21   | 28   | 193  | 141  | +52  | 051.96 |
| リール                 | 2022年6月29日 | 2024年6月30日  | 90   | 47   | 25   | 18   | 159  | 90   | +69  | 052.22 |
| ACミラン               | 2024年7月1日  | 2024年12月30日 | 24   | 12   | 6    | 6    | 44   | 27   | +17  | 050.00 |
| 合計                   | 合計          | 合計           | 375  | 218  | 89   | 68   | 664  | 348  | +316 | 058.13 |

## タイトル

### 監督時代
FCポルト
- スーペルタッサ・カンディド・デ・オリベイラ : 2013

SCブラガ
- タッサ・デ・ポルトガル : 2015-16

FCシャフタール・ドネツク
- ウクライナ・プレミアリーグ:3回（2016-17、2017-18、2018-19）
- ウクライナ・カップ:3回（2016-17、2017-18、2018-19）
- ウクライナ・スーパーカップ:1回（2017）

個人
- ウクライナ・プレミアリーグ最優秀監督:1回（2016-17）